# Egy egyesült királyság
Az Egy egyesült királyság (eredeti cím: A United Kingdom) 2016-os koprodukciós életrajzi romantikus filmdráma, amelyet Amma Asante rendezett és Guy Hibbert írt. A főbb szerepekben David Oyelowo, Rosamund Pike, Terry Pheto, Jack Davenport és Tom Felton látható.
A filmet először a 2016-os Torontói Nemzetközi Filmfesztiválon mutatták be, majd a 60. Londoni Filmfesztivál nyitófilmje volt. Az Egyesült Királyságban 2016. november 25-én, míg Amerikában 2017. február 10-én jelent meg a mozikban. Magyarországon 2018-ban jelent meg az HBO-n.

## Cselekmény
Az 1940-es években a motswanai Seretse Khama állítólag úgy készül fel jövőbeli szerepére, hogy Londonban jogot tanul. Ott, egy táncesten találkozik Ruth Williamsszel, egy fehér angol nővel, aki egy teakereskedelmi képviselő lánya, és titkárnőként dolgozik. Rövidesen egymásba szeretnek, kapcsolatba kezdenek, és elhatározzák, hogy összeházasodnak. Egybekelésük tulajdonképpen teljesen értelmetlen lenne, ha Seretse nem lenne a Bamangwato leendő feje Betschuanalandban, amely viszont brit protektorátust jelent. Nemcsak az esküvői tervei vonják magukra a Brit Birodalom kormányának és honfitársainak figyelmét, de az afrikai ország most már nemzetközi szinten is nagy feltűnést kelt, hiszen a kapcsolat nem felel meg a kor társadalmi konvencióinak. A jegyesek családjai is helytelenítik a kapcsolatot, sőt, a brit kormány még a dél-afrikai rasszista apartheid rendszerrel való diplomáciai vitától és az ország számos természeti kincse feletti ellenőrzés elvesztésétől is tart. Amikor Khama végül 1948-ban feleségül veszi az angol nőt, kitör a botrány, és a pár szerelmi története nagy ellenállásba ütközik. A brit kormány mindenféle intrikákkal próbálta szétválasztani a párt.
A házaspár mégis elutazott Betschuanalandba. Khama nagybátyja, aki korábban a király kormányzója volt, ellenzi, hogy Khama ilyen körülmények között népfő legyen. Khama lelkes beszéde után azonban a lakosság összehívott gyűlése Khama mellett dönt, a nagybátya pedig a konfliktus elkerülése érdekében egy másik régióba költözik. Idővel Ruth szimpátiát szerez a helyiek körében; még Khama kezdetben ellenséges húga is támogatja őt. Egy nap Khamát Londonba hívják. A terhes Ruth Afrikában marad, mivel a férje attól tart, nem engedik vissza. Ehelyett Khamának Angliában közlik, hogy öt évig nem mehet Betschuanalandba. Eközben Ruth Afrikában megszüli a lányát. Khama a közönséghez fordul, és a brit parlamenti képviselőkben megtalálja szószólóit. A választási kampány során Winston Churchill azt ígéri, ha győz, Khama hazatérhet. A választások után azonban nem tartja be ezt az ígéretet; ehelyett Khama mostantól életfogytiglani emigrációban marad. Ruth még néhány hónapig Afrikában marad, de aztán visszatér Londonba. Mivel Khama egy újságíró barátjától megtudta, Betschuanalandban gyémántokat találtak, megpróbál ígéretet kiharcolni a brit kormánytól, hogy a helyiek megkapják a bányászati jogokat minden megtalált ásványkincsre, és sikerrel jár. Khama végül engedélyt kap arra, hogy egy hétre Betschuanalandba utazzon, ahol személyes ügyeit rendezi. Kibékül nagybátyjával, és lemond a királyi címről, így az országban maradhat, és kiáll az ország modernizálása és demokratizálása mellett.
A film végi stáblista végén kiderül, Khama 1966-ban lett Botswana első miniszterelnöke, és Ruth sokféleképpen igyekezett segíteni a lakosságot. Különösen a gyémántok felfedezésének köszönhetően az ország gazdaságilag rendkívül jól fejlődött, és ma Afrika egyik legfejlettebb országaként tartják számon.

## Szereplők
| Szerep               | Színész            | Magyar hang           |
| -------------------- | ------------------ | --------------------- |
| Sir Seretse Khama    | David Oyelowo      | Szatory Dávid         |
| Ruth Williams Khama  | Rosamund Pike      | Ligeti Kovács Judit   |
| Naledi Khama         | Terry Pheto        |                       |
| Tshekedi Khama       | Vusi Kunene        | Bede-Fazekas Szabolcs |
| Ella Khama           | Abena Ayivor       | Bertalan Ágnes        |
| Sir Alistair Canning | Jack Davenport     | Szabó Sipos Barnabás  |
| Rufus Lancaster      | Tom Felton         | Borbíró András        |
| George Williams      | Nicholas Lyndhurst | Tarján Péter          |
| Muriel Williams      | Laura Carmichael   | Huszárik Kata         |
| Lady Lilly Canning   | Jessica Oyelowo    |                       |

### Magyar változat
- Bemondó: Zahorán Adrienne
- Magyar szöveg: Tóth Róbert
- Hangmérnök: Simkó Ferenc
- Vágó: Simkóné Varga Erzsébet
- Gyártásvezető: Gelencsér Adrienne
- Szinkronrendező: Stern Dániel

A szinkront a Mafilm Audio Kft. készítette el.

## A film készítése
Rosamund Pike 2015 májusában csatlakozott a szereplőgárdához, Amma Asante pedig nem sokkal később követte őt. 2015 szeptemberében Asante nyilvánosságra hozta, a forgatás Botswana és London között fog zajlani, és októberben kezdik el, hogy a 2016-os bemutatóra készülhessen, ami egybeesik Botswana függetlenségének 50. évfordulójával.
2015 októberében Jack Davenport és Tom Felton csatlakozott a stábhoz. 2015 novemberében a Hyde Park/Kensington Gardens környékén forgattak, többek között az Imperial College Unionban. Az operatőr Sam McCurdy, a látványtervező pedig Simon Bowles volt.

## Bemutató
A film világpremierje 2016. szeptember 9-én volt a Torontói Nemzetközi Filmfesztiválon. 2016. október 6-án a BFI Londoni Filmfesztiválon is bemutatták. Nem sokkal később a Fox Searchlight Pictures megszerezte a film amerikai forgalmazási jogait.
2016. november 25-én mutatták be az Egyesült Királyságban. A tervek szerint 2017. február 17-én jelent volna meg az Amerikai Egyesült Államokban, de február 10-re halasztották.